# Heart of Midlothian Football Club 2025-2026
Questa voce raccoglie le informazioni riguardanti l'Heart of Midlothian Football Club nelle competizioni ufficiali della stagione 2025-2026.

## Stagione
La stagione 2025-2026 vede la 123ª partecipazione alla Scottish Premiership per gli Hearts, che affidano la guida della squadra all'ex tecnico del Kilmarnock Derek McInnes. La squadra di Edimburgo, dopo aver concluso il campionato precedente in settima posizione affronta la nuova stagione già a luglio, disputando la fase a gironi di Scottish League Cup. Dopo quattro vittorie su quattro partite disputate, tutte con quattro gol realizzati, gli Hearts si qualificano alla fase a eliminazione diretta di Coppa di Lega. L'esordio in campionato sorride agli uomini di McInnes, che sconfiggono l'Aberdeen con un secco 2-0.

## Maglie e sponsor
Lo sponsor ufficiale è l'associazione no profit MND Scotland, mentre quello tecnico è Umbro. Lo sponsor sulla maglia da trasferta è Stellar Omada.
| Casa | Trasferta | Terza divisa |

## Rosa
La rosa e la numerazione sono tratte dal sito ufficiale.

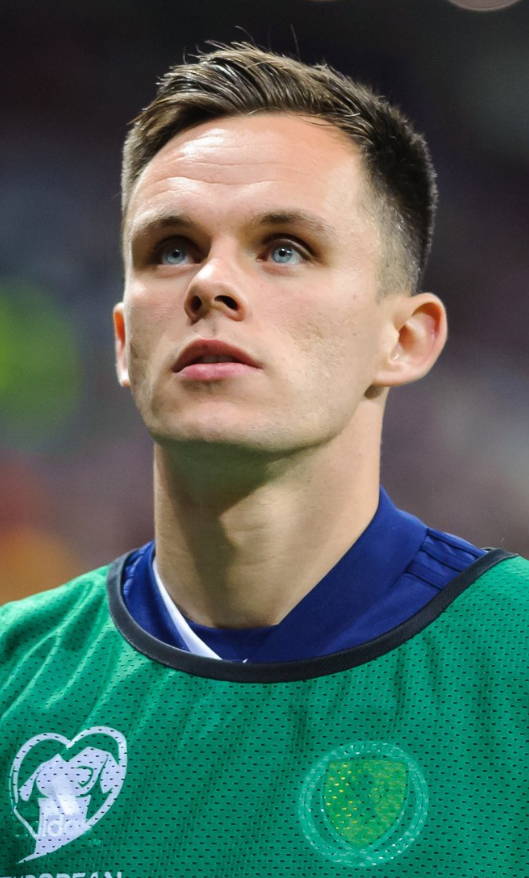
Lawrence Shankland (con la maglia della), è il capitano degli Hearts

| N. |                         | Ruolo | Calciatore                    |
| -- | ----------------------- | ----- | ----------------------------- |
| 1  | Scozia (bandiera)       | P     | Craig Gordon (vice capitano)  |
| 2  | Inghilterra (bandiera)  | D     | Frankie Kent                  |
| 3  | Scozia (bandiera)       | D     | Stephen Kingsley              |
| 4  | Scozia (bandiera)       | D     | Craig Halkett                 |
| 5  | Inghilterra (bandiera)  | D     | Jamie McCart                  |
| 6  | RD del Congo (bandiera) | C     | Beni Baningime                |
| 7  | Belgio (bandiera)       | A     | Elton Kabangu                 |
| 8  | Australia (bandiera)    | C     | Calem Nieuwenhof              |
| 9  | Scozia (bandiera)       | A     | Lawrence Shankland (capitano) |
| 10 | Portogallo (bandiera)   | A     | Cláudio Braga                 |
| 13 | Norvegia (bandiera)     | D     | Christian Borchgrevink        |
| 14 | Australia (bandiera)    | C     | Cameron Devlin                |
| 15 | Austria (bandiera)      | A     | Michael Steinwender           |
| 16 | Scozia (bandiera)       | C     | Blair Spittal                 |
| 17 | Scozia (bandiera)       | C     | Alan Forrest                  |
| 18 | Scozia (bandiera)       | D     | Harry Milne                   |

| N. |                        | Ruolo | Calciatore           |
| -- | ---------------------- | ----- | -------------------- |
| 19 | Scozia (bandiera)      | D     | Stuart Findlay       |
| 20 | Inghilterra (bandiera) | C     | Yan Dhanda           |
| 21 | Scozia (bandiera)      | A     | James Wilson         |
| 22 | Islanda (bandiera)     | C     | Tómas Bent Magnússon |
| 24 | Scozia (bandiera)      | C     | Finlay Pollock       |
| 27 | Norvegia (bandiera)    | A     | Sander Kartum        |
| 28 | Scozia (bandiera)      | P     | Zander Clark         |
| 29 | Albania (bandiera)     | A     | Sabah Kerjota        |
| 30 | Scozia (bandiera)      | P     | Ryan Fulton          |
| 31 | Irlanda (bandiera)     | D     | Oisin McEntee        |
| 35 | Scozia (bandiera)      | C     | Adam Forrester       |
| 37 | Gambia (bandiera)      | A     | Musa Drammeh         |
| 77 | Costa Rica (bandiera)  | A     | Kenneth Vargas       |
| 82 | Costa Rica (bandiera)  | D     | Gerald Taylor        |
| 89 | Grecia (bandiera)      | A     | Alexandros Kyziridīs |

## Calciomercato

### Sessione estiva
| Acquisti         | Acquisti               | Acquisti             | Acquisti                    |
| R.               | Nome                   | da                   | Modalità                    |
| ---------------- | ---------------------- | -------------------- | --------------------------- |
| D                | Christian Borchgrevink | Vålerenga            | ?                           |
| D                | Oisin McEntee          | Walsall              | gratuito                    |
| D                | Stuart Findlay         | Oxford Utd           | prestito                    |
| C                | Tómas Bent Magnússon   | Valur                | ?                           |
| A                | Cláudio Braga          | Aalesund             | definitivo (0,52 milioni €) |
| A                | Pierre Landry Kabore   | Trans Narva          | ?                           |
| A                | Sabah Kerjota          | Sambenedettese       | definitivo (0,15 milioni €) |
| A                | Alexandros Kyziridīs   | Zemplín Michalovce   | gratuito                    |
| Altre operazioni |                        |                      |                             |
| R.               | Nome                   | da                   | Modalità                    |
| A                | Elton Kabangu          | Union Saint-Gilloise | riscatto (0,3 milioni €)    |

| Cessioni         | Cessioni      | Cessioni             | Cessioni                   |
| R.               | Nome          | a                    | Modalità                   |
| ---------------- | ------------- | -------------------- | -------------------------- |
| D                | Lewis Neilson | Falkirk              | prestito                   |
| D                | James Penrice | AEK Atene            | definitivo (2,3 milioni €) |
| C                | Jorge Grant   | Salford City         | gratuito                   |
| A                | Barrie McKay  |                      | svincolato                 |
| Altre operazioni |               |                      |                            |
| R.               | Nome          | a                    | Modalità                   |
| C                | Aidan Denholm | Livingston           | prestito                   |
| A                | Elton Kabangu | Union Saint-Gilloise | fine prestito              |

### Sessione invernale
| Acquisti         | Acquisti         | Acquisti         | Acquisti         |
| R.               | Nome             | da               | Modalità         |
| Altre operazioni | Altre operazioni | Altre operazioni | Altre operazioni |
| R.               | Nome             | da               | Modalità         |
| ---------------- | ---------------- | ---------------- | ---------------- |

| Cessioni         | Cessioni         | Cessioni         | Cessioni         |
| R.               | Nome             | a                | Modalità         |
| Altre operazioni | Altre operazioni | Altre operazioni | Altre operazioni |
| R.               | Nome             | a                | Modalità         |
| ---------------- | ---------------- | ---------------- | ---------------- |

## Risultati

### Scottish Premiership

#### Prima fase
| Arbitro: | Walsh |

|                                |           |  |
| Shinnie 11’ (aut.) Findlay 73’ | Marcatori |  |

| Arbitro: | Dickinson |

|                 |           |                                         |
| Dolček 22’, 41’ | Marcatori | 19’ (rig.) Shankland 58’, 90+4’ Findlay |

| Motherwell 24 agosto 2024, ore 16:00 UTC+1 3ª giornata | Motherwell | – referto | Hearts | Fir Park |

### Scottish League Cup

#### Fase a gironi
| Arbitro: | Wilson |

|                                                           |           |            |
| Wilson 3’ Shankland 76’ (rig.), 79’ (rig.) Kingsley 90+1’ | Marcatori | 38’ Cooper |

| Arbitro: | Hardie |

|  |           |                                               |
|  | Marcatori | 6’ Findlay 45+1’ Kabangu 69’ Wilson 83’ Braga |

| Arbitro: | McFarlane |

|  |           |                                          |
|  | Marcatori | 14’, 80’ Halkett 23’ Braga 39’ Kyziridīs |

| Arbitro: | Snedden |

|                                                         |           |  |
| Shankland 17’ Steinwender 45+3’ Kyziridīs 52’ Braga 72’ | Marcatori |  |

## Statistiche

### Statistiche di squadra
| Competizione         | Punti | In casa | In casa | In casa | In casa | In casa | In casa | In trasferta | In trasferta | In trasferta | In trasferta | In trasferta | In trasferta | Totale | Totale | Totale | Totale | Totale | Totale | DR  |
| Competizione         | Punti | G       | V       | N       | P       | Gf      | Gs      | G            | V            | N            | P            | Gf           | Gs           | G      | V      | N      | P      | Gf     | Gs     | DR  |
| -------------------- | ----- | ------- | ------- | ------- | ------- | ------- | ------- | ------------ | ------------ | ------------ | ------------ | ------------ | ------------ | ------ | ------ | ------ | ------ | ------ | ------ | --- |
| Scottish Premiership | 6     | 1       | 1       | 0       | 0       | 2       | 0       | 1            | 1            | 0            | 0            | 3            | 2            | 2      | 2      | 0      | 0      | 5      | 2      | +3  |
| Scottish Cup         | -     | 0       | 0       | 0       | 0       | 0       | 0       | 0            | 0            | 0            | 0            | 0            | 0            | 0      | 0      | 0      | 0      | 0      | 0      | 0   |
| Scottish League Cup  | 12    | 2       | 2       | 0       | 0       | 8       | 1       | 2            | 2            | 0            | 0            | 8            | 0            | 4      | 4      | 0      | 0      | 16     | 1      | +15 |
| Totale               | -     | 3       | 3       | 0       | 0       | 10      | 1       | 3            | 3            | 0            | 0            | 11           | 2            | 6      | 6      | 0      | 0      | 21     | 3      | +18 |

### Andamento in campionato
| Giornata  | 1 | 2 | 3 | 4 | 5 | 6 | 7 | 8 | 9 | 10 | 11 | 12 | 13 | 14 | 15 | 16 | 17 | 18 | 19 | 20 | 21 | 22 | 23 | 24 | 25 | 26 | 27 | 28 | 29 | 30 | 31 | 32 | 33 | 34 | 35 | 36 | 37 | 38 |
| --------- | - | - | - | - | - | - | - | - | - | -- | -- | -- | -- | -- | -- | -- | -- | -- | -- | -- | -- | -- | -- | -- | -- | -- | -- | -- | -- | -- | -- | -- | -- | -- | -- | -- | -- | -- |
| Luogo     | C | T |   |   |   |   |   |   |   |    |    |    |    |    |    |    |    |    |    |    |    |    |    |    |    |    |    |    |    |    |    |    |    |    |    |    |    |    |
| Risultato | V | V |   |   |   |   |   |   |   |    |    |    |    |    |    |    |    |    |    |    |    |    |    |    |    |    |    |    |    |    |    |    |    |    |    |    |    |    |
| Posizione | 1 | 1 |   |   |   |   |   |   |   |    |    |    |    |    |    |    |    |    |    |    |    |    |    |    |    |    |    |    |    |    |    |    |    |    |    |    |    |    |

Legenda:

Luogo: C = Casa; T = Trasferta. Risultato: V = Vittoria; N = Pareggio; P = Sconfitta.

### Statistiche dei giocatori
In corsivo i calciatori ceduti durante la stagione
| Giocatore       | Scottish Premiership | Scottish Premiership | Scottish Premiership | Scottish Premiership | Scottish Cup | Scottish Cup | Scottish Cup | Scottish Cup | League Cup | League Cup | League Cup  | League Cup | Totale   | Totale | Totale      | Totale     |
| Giocatore       | Presenze             | Reti                 | Ammonizioni          | Espulsioni           | Presenze     | Reti         | Ammonizioni  | Espulsioni   | Presenze   | Reti       | Ammonizioni | Espulsioni | Presenze | Reti   | Ammonizioni | Espulsioni |
| --------------- | -------------------- | -------------------- | -------------------- | -------------------- | ------------ | ------------ | ------------ | ------------ | ---------- | ---------- | ----------- | ---------- | -------- | ------ | ----------- | ---------- |
| B. Baningime    | 0                    | 0                    | 0                    | 0                    | 0            | 0            | 0            | 0            | 2          | 0          | 0           | 0          | 2        | 0      | 0           | 0          |
| C. Borchgrevink | 1                    | 0                    | 0                    | 0                    | 0            | 0            | 0            | 0            | 3          | 0          | 0           | 0          | 4        | 0      | 0           | 0          |
| C. Braga        | 2                    | 0                    | 1                    | 0                    | 0            | 0            | 0            | 0            | 4          | 3          | 0           | 0          | 6        | 3      | 1           | 0          |
| Z. Clark        | 2                    | -2                   | 0                    | 0                    | 0            | -0           | 0            | 0            | 2          | -1         | 0           | 0          | 4        | -3     | 0           | 0          |
| Y. Dhanda       | 0                    | 0                    | 0                    | 0                    | 0            | 0            | 0            | 0            | 1          | 0          | 0           | 0          | 1        | 0      | 0           | 0          |
| C. Devlin       | 2                    | 0                    | 1                    | 0                    | 0            | 0            | 0            | 0            | 4          | 0          | 0           | 0          | 6        | 0      | 1           | 0          |
| M. Drammeh      | 0                    | 0                    | 0                    | 0                    | 0            | 0            | 0            | 0            | 0          | 0          | 0           | 0          | 0        | 0      | 0           | 0          |
| S. Findlay      | 2                    | 3                    | 1                    | 0                    | 0            | 0            | 0            | 0            | 3          | 1          | 0           | 0          | 5        | 4      | 1           | 0          |
| A. Forrest      | 2                    | 0                    | 0                    | 0                    | 0            | 0            | 0            | 0            | 3          | 0          | 0           | 0          | 5        | 0      | 0           | 0          |
| A. Forrester    | 0                    | 0                    | 0                    | 0                    | 0            | 0            | 0            | 0            | 1          | 0          | 0           | 0          | 1        | 0      | 0           | 0          |
| R. Fulton       | 0                    | -0                   | 0                    | 0                    | 0            | -0           | 0            | 0            | 2          | -0         | 0           | 0          | 2        | -0     | 0           | 0          |
| C. Gordon       | 0                    | -0                   | 0                    | 0                    | 0            | -0           | 0            | 0            | 0          | -0         | 0           | 0          | 0        | -0     | 0           | 0          |
| C. Halkett      | 2                    | 0                    | 1                    | 0                    | 0            | 0            | 0            | 0            | 3          | 2          | 1           | 0          | 5        | 2      | 2           | 0          |
| E. Kabangu      | 0                    | 0                    | 0                    | 0                    | 0            | 0            | 0            | 0            | 4          | 1          | 0           | 0          | 4        | 1      | 0           | 0          |
| S. Kartum       | 0                    | 0                    | 0                    | 0                    | 0            | 0            | 0            | 0            | 2          | 0          | 0           | 0          | 2        | 0      | 0           | 0          |
| S. Kerjota      | 1                    | 0                    | 0                    | 0                    | 0            | 0            | 0            | 0            | 1          | 0          | 0           | 0          | 2        | 0      | 0           | 0          |
| F. Kent         | 2                    | 0                    | 1                    | 0                    | 0            | 0            | 0            | 0            | 3          | 0          | 0           | 0          | 5        | 0      | 1           | 0          |
| S. Kingsley     | 1                    | 0                    | 0                    | 0                    | 0            | 0            | 0            | 0            | 2          | 1          | 0           | 0          | 3        | 1      | 0           | 0          |
| A. Kyziridīs    | 2                    | 0                    | 1                    | 0                    | 0            | 0            | 0            | 0            | 2          | 2          | 0           | 0          | 4        | 2      | 1           | 0          |
| T. Magnússon    | 1                    | 0                    | 0                    | 0                    | 0            | 0            | 0            | 0            | 0          | 0          | 0           | 0          | 1        | 0      | 0           | 0          |
| J. McCart       | 0                    | 0                    | 0                    | 0                    | 0            | 0            | 0            | 0            | 0          | 0          | 0           | 0          | 0        | 0      | 0           | 0          |
| O. McEntee      | 2                    | 0                    | 0                    | 0                    | 0            | 0            | 0            | 0            | 3          | 0          | 0           | 0          | 5        | 0      | 0           | 0          |
| H. Milne        | 2                    | 0                    | 1                    | 0                    | 0            | 0            | 0            | 0            | 3          | 0          | 1           | 0          | 5        | 0      | 2           | 0          |
| C. Nieuwenhof   | 0                    | 0                    | 0                    | 0                    | 0            | 0            | 0            | 0            | 4          | 0          | 1           | 0          | 4        | 0      | 1           | 0          |
| F. Pollock      | 0                    | 0                    | 0                    | 0                    | 0            | 0            | 0            | 0            | 0          | 0          | 0           | 0          | 0        | 0      | 0           | 0          |
| L. Shankland    | 2                    | 1                    | 0                    | 0                    | 0            | 0            | 0            | 0            | 3          | 3          | 0           | 0          | 5        | 4      | 0           | 0          |
| B. Spittal      | 2                    | 0                    | 0                    | 0                    | 0            | 0            | 0            | 0            | 3          | 0          | 0           | 0          | 5        | 0      | 0           | 0          |
| M. Steinwender  | 2                    | 0                    | 0                    | 0                    | 0            | 0            | 0            | 0            | 2          | 1          | 0           | 0          | 4        | 1      | 0           | 0          |
| G. Taylor       | 0                    | 0                    | 0                    | 0                    | 0            | 0            | 0            | 0            | 0          | 0          | 0           | 0          | 0        | 0      | 0           | 0          |
| K. Vargas       | 0                    | 0                    | 0                    | 0                    | 0            | 0            | 0            | 0            | 0          | 0          | 0           | 0          | 0        | 0      | 0           | 0          |
| J. Wilson       | 2                    | 0                    | 0                    | 0                    | 0            | 0            | 0            | 0            | 4          | 2          | 0           | 0          | 6        | 2      | 0           | 0          |